# Кебрада-де-Умауака
Кебрада-де-Умауака (исп. La Quebrada de Humahuaca) — живописная долина на северо-западе Аргентины, объект Всемирного наследия ЮНЕСКО.
Долина Умауака протянулась на 155 км с севера на юг и располагается на высоте более 2 километров над уровнем моря, которая к северу увеличивается. Находится в провинции Жужуй. Своё название получила от небольшого городка Умауака (исп. Humahuaca). По долине протекает река Рио-Гранде, которая летом гораздо более полноводна, чем зимой, что связано с особенностями местного климата.

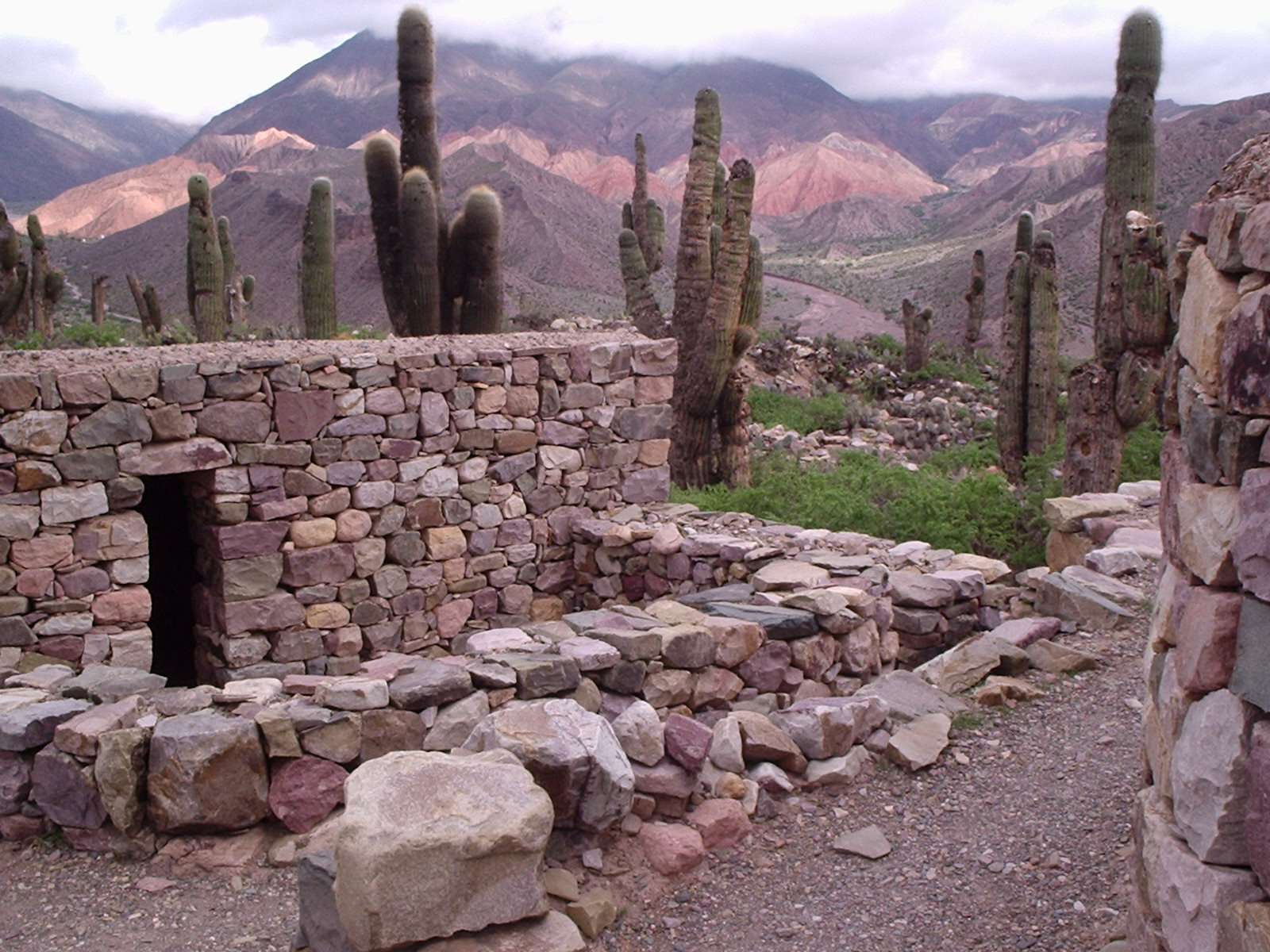

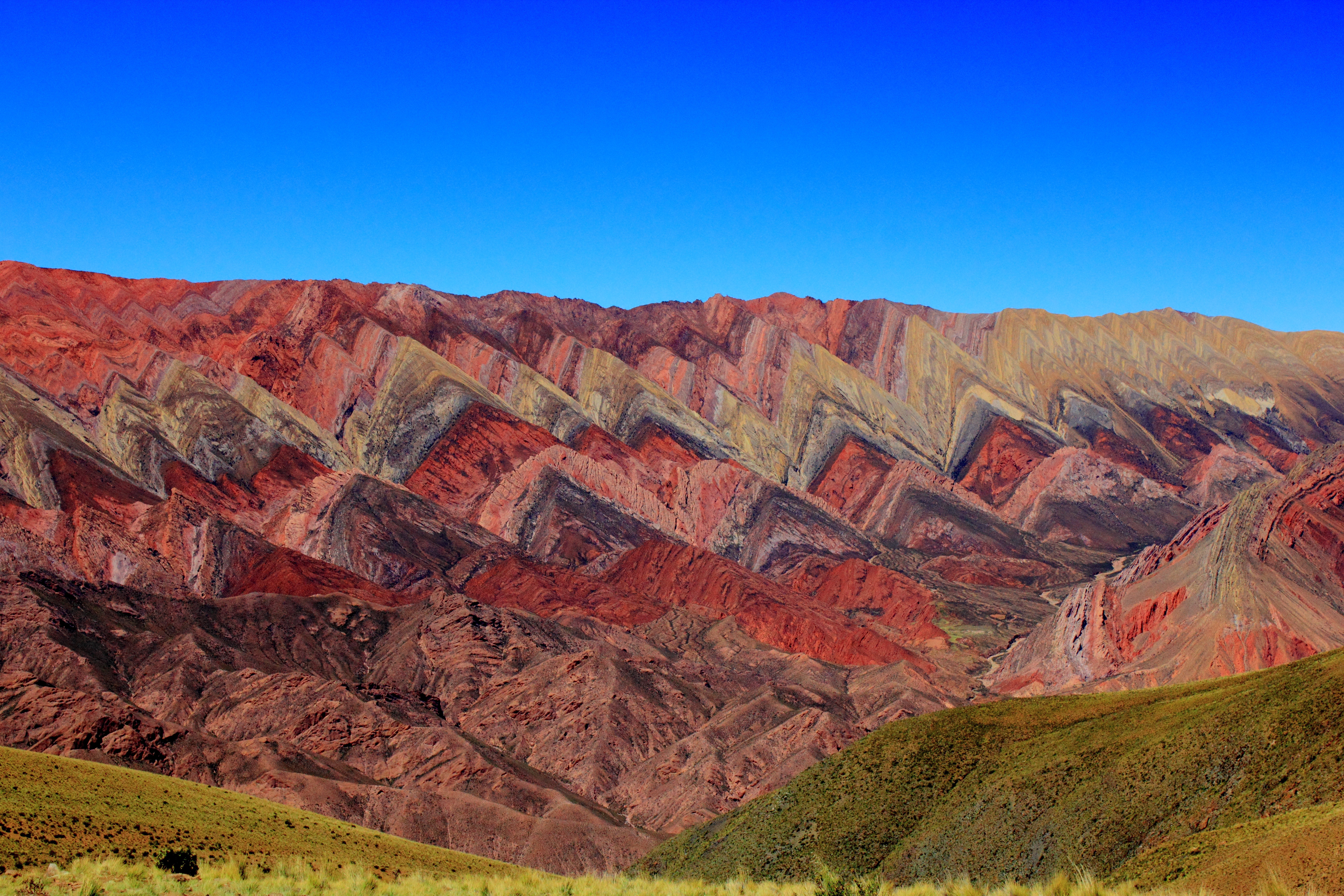

Долина является перекрёстком экономических и культурных связей региона, она заселена с древнейших времён — поселениям коренных американских народов более 10 000 лет, в средневековье через долину проходил караванный путь империи Инков, позже — в вице-королевство Рио-де-ла-Плата. На территории долины проходили важнейшие сражения аргентинской войны за независимость.
Включена в список объектов культурного наследия 2 июля 2003 года.